# Westen (Engelskirchen)
Westen ist ein Ort in der Gemeinde Engelskirchen im Oberbergischen Kreis in Nordrhein-Westfalen in Deutschland.

## Lage und Beschreibung
Der zum Ortsteil Loope gehörende Ort liegt südwestlich von Engelskirchen im Tal der Agger. Nachbarorte sind Kastor und Staadt.

## Geschichte
1487 wurde der Ort erstmals in einer Darlehensliste für Herzog Wilhelm III von Berg urkundlich genannt. 1896 zeigt die topografische Karte nordöstlich der Ortschaft ein Bergwerk mit Maschinenhaus. 1933 sind die Stollen dieses Bergwerks als verschlossen markiert.